# Çariýar Muhadow
Çariýar Abdurahmanowiç Muhadow, ros. Чарыяр Абдурахманович Мухадов, Czaryjar Abdurachmanowicz Muchadow (ur. 29 listopada 1969 w Aszchabadzie, Turkmeńska SRR) – turkmeński piłkarz, grający na pozycji napastnika.

## Kariera piłkarska

### Kariera klubowa
W 1986 rozpoczął karierę piłkarską w Köpetdagu Aszchabad. W 1988 został powołany do służby wojskowej, podczas której grał w SKA-RSzWSM Taszkent. W końcu 1989 przeszedł do Pamiru Duszanbe. Po uzyskaniu niepodległości przez Turkmenistan w 1992 ponownie został zaproszony do Köpetdagu Aszchabad. Latem 1993 wyjechał do Turcji, gdzie bronił barw MKE Ankaragücü, jednak nie potrafił przebić się do podstawowego składu tureckiego klubu i po zakończeniu sezonu wrócił do Köpetdagu Aszchabad. W 1996 przeniósł się do Rosji, gdzie zasilił skład Łady Togliatti. Po półtora roku po raz kolejny wrócił do Köpetdagu, a latem 1998 przeszedł do Nisy Aszchabad. W 2001 znów wyjechał za granicę, tym razem do Kazachstanu, gdzie potem występował w klubach FK Atyrau i Wostok Ałtyn Ust-Kamienogorsk. W 2002 wrócił do ojczyzny, gdzie ponownie został piłkarzem Nisy Aszchabad. Na początku 2003 po raz piąty dołączył do Köpetdagu, a latem 2003 przeszedł do Şagadamu Turkmenbaszy, w którym zakończył karierę piłkarza.

### Kariera reprezentacyjna
W latach 1992–1999 bronił barw reprezentacji Turkmenistanu.

## Sukcesy i odznaczenia

### Sukcesy piłkarskie
Köpetdag Aszchabad
- mistrz Turkmenistanu: 1992, 1994, 1995, 1997/98
- zdobywca Pucharu Turkmenistanu: 1994
- finalista Pucharu Turkmenistanu: 1995

Nisa Aszchabad
- mistrz Turkmenistanu: 1999
- brązowy medalista Mistrzostw Turkmenistanu: 2000
- zdobywca Pucharu Turkmenistanu: 1998
- finalista Pucharu Turkmenistanu: 2000

Şagadam Turkmenbaszy
- brązowy medalista Mistrzostw Turkmenistanu: 2003